# Європейський рік мов
2001 рік був проголошений Європейським роком мов Радою Європи, Європейським Союзом та ЮНЕСКО. Проголошуючи цю ініціативу, ці три організації наголошували на важливості вивчення мов для розвитку особистості та на тому, що мовні компетенції необхідні для того, щоб реагувати на економічні, соціальні та культурні зміни в суспільстві. Декларація супроводжувалася ініціативами в більшості європейських країн; очікувалося, що вона приверне увагу до культурного багатства Європи та сприятиме тіснішій співпраці між людьми, школами та установами. Однією з ініціатив став Тиждень мовної освіти для дорослих, що проходив з 5 по 11 травня, щоб підкреслити, що ніколи не пізно вивчати нову мову.